# Абрахам, Роман
Роман Юзеф Абрахам (пол. Roman Józef Abraham, 28 февраля 1891, Львов — 26 августа 1976, Варшава) — польский военный деятель, бригадный генерал (1938). Сын Владислава Абрахама. Доктор права.

## Биография
Родился во Львове. В 1910 году окончил иезуитскую гимназию в городе Хыров. Учился во Львовском университете на философском и юридическом факультетах. В 1915 году получил звание доктора права и политических наук. Участвовал в деятельности «Бартошёвых жён» и Союза польской молодёжи «Зет».
Во время Первой мировой войны служил в кавалерии австрийской армии, в 1916 году получил звание подпоручика, а в 1917 году — поручика. В ноябре 1918 года — участник польско-украинских боёв за Львов. Создал собственный отряд, который вёл бои за железнодорожный вокзал, в центре и на Персенковке. Отряд под командованием Абрахама первым среди польских подразделений 22 ноября 1918 года вступил на львовскую площадь Рынок и вывесил над ратушей польский флаг. С января 1919 года Абрахам командовал отдельным батальоном, полком и оперативной группой в составе дивизии Владислава Сикорского, ведущей боевые действия в Галиции.
В польско-советской войне в 1920 году командовал отдельным отрядом, который воевал на юго-восточном фронте, в частности участвовал в битве под Задворьем вблизи Львова, названной «польскими Фермопилами».
В 1920—1921 годы исполнял обязанности офицера для особых поручений при Генеральном штабе. В 1921 году получил звание майора и был командирован в Верхнюю Силезию, где организовал помощь восставшим полякам. В 1922—1927 годы преподавал в Высшей военной школе в Варшаве, в частности возглавлял кафедру общей тактики.
В 1928 году принял командование над 26-м уланского полком в Барановичах. С марта 1929 года — командующий кавалерийских бригад «Торунь» и «Быдгощ», а с апреля 1937 года — Великопольской кавалерийской бригады в Познани. В 1938 году получил звание бригадного генерала.
Во время немецко-польской войны 1939 года возглавлял кавалерийскую бригаду в составе армии «Познань». С 15 сентября 1939 года руководил оперативной группой «Абрахам», в состав которой входили Великопольская и Подольская кавалерийские бригады. 23 сентября 1939 года возглавил Сводную кавалерийскую бригаду, которая воевала под Варшавой. Тяжело раненный, Абрахам попал в госпиталь, где 15 октября 1939 его арестовало гестапо. Был заключён в Познани, а затем в лагерях Кротошин, Кёнигштайн, Йоганнисбрунн и Мурнау.
Освобождён американскими войсками 30 апреля 1945 года. В октябре 1945 года вернулся в Польшу. В 1950 году вышел на пенсию. С 1956 года вместе с генералом Мечиславом Борутой-Спеховичем неоднократно поднимал вопрос о защите Кладбища «орлят» во Львове, был соавтором меморандума по этому поводу с премьер-министром Польши Юзефом Циранкевичем и советским лидером Леонидом Брежневым. Умер в Варшаве.